# Joseph Caron
Joseph Caron (Brussel,1866-1944) was een Belgische tekenaar en kunstschilder, bekend in hoofdzaak voor zijn weergave van bossen, landschappen en portretten,

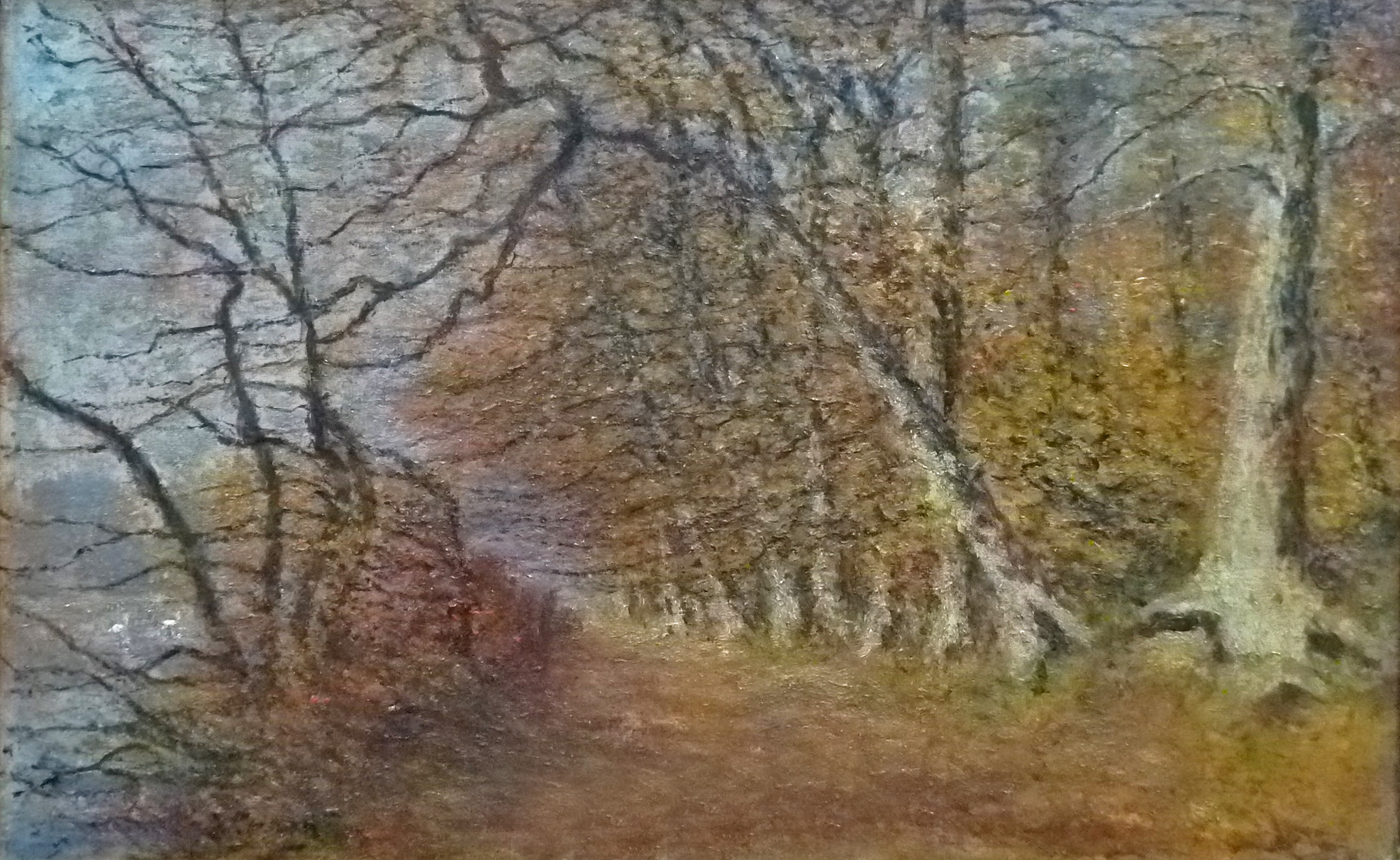
"Belle journée d' automne"

Caron volgde een technische opleiding en volgde de cursus “decoratief tekenen” aan de Academie van Brussel. Jean-Baptiste Degreef, een vertegenwoordiger van de tweede generatie uit de School van Tervuren gaf hem opleiding in het schilderen van landschappen. Hierdoor schilderde hij, in zijn beginjaren, vaak in de stijl van de School van Barbizon, Hij was duidelijk vertrouwd met de werken van deze Franse schilders en zeker met die van Narcisse Diaz de la Pena,
Hierna groeide hij verder uit in de richting van het impressionisme,  Zijn schilderijen, gemaakt met een gul palet, zijn gekenmerkt door een diffuus licht en vormen een zoektocht naar de herfstkleuren. Hij schilderde vaak landschappen en boszichten in het bos van Zinnik en het woud  rond Fontainebleau, dikwijls van nabij. Maar hij schilderde evengoed stadszichten (zoals “Boten in Utrecht”) of lieflijke geanimeerde tafereeltjes. Vele zomers schilderde hij in Weert aan de Schelde nabij Bornem.
Caron was ook kunstcriticus en recensent voor het Brusselse tijdschrift  "De Belgische Ster".

## Tentoonstellingen
- Hij gaf zijn eerste tentoonstelling bij de Société Libre des Beaux-Arts  te Brussel in 1899,
- In 1903 : tentoonstelling” in de “Galerie royale” te Brussel.[1]
- Hij exposeerde in 1925 in de  "Galeries du Studio", in een speciale tentoonstelling, “Flanders and the Forest of Fontainebleau”[2]
- Hij kreeg nog een passende hommage in de  retrospectieve tentoonstelling in Weert (België) in 1985
- 2009: Museum van Elsene: tentoonstelling "Les peintres de la forêt de Soignes - Jardin de Bruxelles (1850-1950)"[3]

Zijn werken bevinden zich in hoofdzaak in privébezit en worden regelmatig aangeboden op kunstveilingen in België. 
Maar ook het Museum Charlier, Sint-Joost-ten-Node, bezit een schilderij van hem ”Automne”.